# Luiz Gonzaga de Almeida
Luiz Gonzaga de Almeida (Mucugê, 20 de agosto de 1941) é um brasileiro, campeão nacional em levantamento de peso olímpico.
Chegou a São Paulo nos anos 50 e foi trapezista de circo e garçom antes de começar a praticar o halterofilismo na Sociedade Esportiva Palmeiras, em 1956.
Participou de oito campeonatos sul-americanos, sete campeonatos mundiais, quatro pan-americanos — 1963, 1967, no qual ganhou medalha de bronze, 1971 e 1975, todos como atleta —, e três olimpíadas, em 1968 e 1972, como competidor, ficando entre os 15 melhores, e em 1988 como técnico da seleção.
Gonzaga é o brasileiro que mais venceu campeonatos sul-americanos na modalidade, sendo sete vezes campeão e uma vez vice-campeão.
Em 1972 quebrou os recordes sul-americanos na modalidade arranque, levantando 133 kg e na modalidade arremesso com 175 kg, recordes que perduraram por cinco anos.
Atleta amador, não foi aos Jogos Olímpicos de 1976 e de 1980 por não poder abandonar o trabalho e viajar. 
Almeida parou de competir em 1981 e foi técnico da seleção por várias vezes, além de presidente da Federação Paulista de Levantamento de Peso.
Gonzaga conquistou cerca de 100 títulos em competições nacionais e internacionais ao longo de sua carreira, e em 2007 foi convidado a chefiar a delegação brasileira de levantamento de peso no Jogos Pan-Americanos do Rio de Janeiro.